# Baia di Biscayne

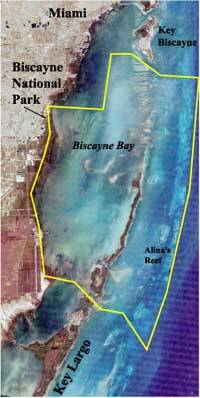
La Baia di Biscayne, in giallo con i limiti del parco nazionale.

La baia di Biscayne (Bahía Vizcaina in spagnolo, Biscayne Bay in inglese) è una laguna di 56 km di lunghezza e 13 km di larghezza, localizzata sulla costa atlantica della Florida meridionale. Nel nord della baia si trovano le città di Miami e Miami Beach, mentre la regione centrale e meridionale è preservata dal Parco nazionale di Biscayne, istituito nel 1980.